# Vərəzət
Vərəzət è un comune dell'Azerbaigian situato nel distretto di Şəki. Conta una popolazione di 1 609 abitanti.